# Лизюков, Евгений Ильич
Евге́ний Ильи́ч Лизюко́в (1899 — 7 июля 1944) — участник Великой Отечественной войны, один из организаторов и руководителей партизанского движения в Минской области. Старший брат Героев Советского Союза Александра Ильича и Петра Ильича Лизюковых.

## Биография
Родился в 1899 году в городе Гомеле в семье сельского учителя Ильи Устиновича Лизюкова. Семья Лизюковых проживала в Гомеле на Троицкой улице недалеко от Конного базара (ныне — улица Крестьянская и Центральный рынок).
Участник Гражданской войны и Великой Отечественной войны.
В начале Великой Отечественной войны добровольцем ушёл на фронт, в июле 1941 года получил тяжёлое ранение, из-за чего ему было отказано в возвращении на фронт. Тогда Евгений Ильич поступил в школу по подготовке партизанских кадров при ЦШПД, после окончания которой в 1942 году в звании старшего лейтенанта направлен на оккупированную территорию Минской области. В 1943-44 годах — начальник штаба партизанского отряда имени Чкалова 225-й бригады имени Суворова, командир партизанского отряда имени Дзержинского бригады имени Фрунзе Минского партизанского соединения. В 1944 году становится командиром отряда имени Молотова 2-й Минской бригады.
7 июля 1944 года отряд под командованием Евгения Лизюкова направлялся в Минск для участия в партизанском параде. Возле деревни Гребень Пуховичского района Минской области партизаны столкнулись с группой немцев, выходивших из окружения. Евгений Ильич Лизюков погиб в бою. Похоронен в деревне Новополье Пуховичского района Минской области, на могиле установлен памятник.

## Семья
Отец — Илья Устинович Лизюков, учитель. У Евгения было два младших брата: Александр и Пётр. Мать умерла в 1909 году, вскоре после рождения самого младшего сына Петра. Все трое братьев погибли в годы Великой Отечественной войны: Александр командовал 5-й танковой армией, Пётр — 46-й истребительно-противотанковой бригадой, а Евгений — партизанским отрядом имени Дзержинского Минского партизанского соединения. Пётр и Александр были удостоены высокого звания Героя Советского Союза, а представление Евгения так и осталось на бумаге.

## Память

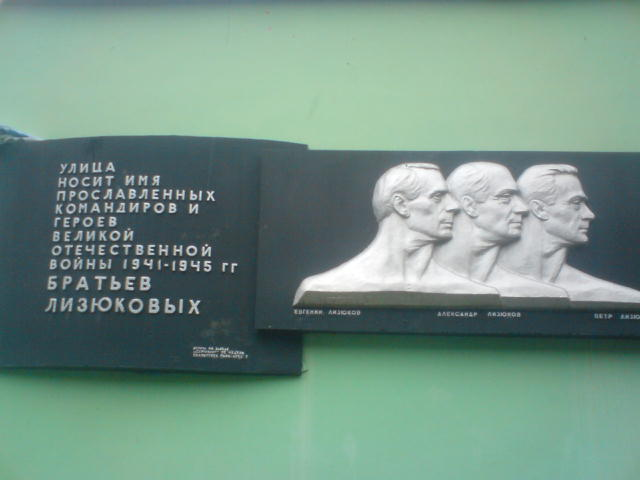
Мемориальная доска в Гомеле на улице Братьев Лизюковых.

- Похоронен в деревне Новополье Пуховичского района Минской области, на могиле установлен памятник.
- В Гомеле в честь Александра Ильича, Петра Ильича и Евгения Ильича названа улица — улица Братьев Лизюковых[4].
- Также именем братьев Лизюковых названы улицы в городе Чечерск и агрогородке Нисимковичи Чечерского района Гомельской области.
- В ГУО "Гимназия № 36 г. Гомеля имени И. Мележа" (Гомель, ул. Братьев Лизюковых, 16) открыт музей братьев Лизюковых[5]; на здании гимназии установлена мемориальная доска[6].
- В 2019 году в Гомеле на площади Победы установлен памятный знак братьям Лизюковым[7][8].
- Мурал братьям Лизюковым (Евгений, Александр и Пётр) на здании в Чечерске (2024)[9].